# 공지천축구장
공지천축구장(孔之川蹴球場, Gongjicheon Football Field)은 대한민국 강원특별자치도 춘천시에 있는 스포츠 시설이다. 인조잔디 필드가 갖춰진 축구장 2면으로 구성되어 있으며, 2003년에 개장했다.

## 참고 문헌
- 《전국 공공체육 시설 현황 (2017년말 기준)》. 대한민국 문화체육관광부. 2019.